# H-deletie

Kaart van H-deletie in Engeland

H-deletie is het laten vallen van de h op plaatsen waar deze oorspronkelijk wel voorkwam. Gewoonlijk heeft de betreffende taalvariant de h op alle of bijna alle plaatsen afgeschreven. Het verschijnsel komt in veel talen en dialecten voor.
De h is een glottale fricatief en daarbij meestal een zeer zwakke klank. Als een woord, beginnend met een h, wordt voorafgegaan door een woord eindigend op een medeklinker, kan de h al snel verdwijnen en wordt de klinker met de laatste letter van het vorige woord verbonden, bijvoorbeeld "genotel" in plaats van "geen hotel". Ook blijkt de h de neiging te hebben door de eeuwen heen in sterkte af te nemen: ze begint vaak als ch en verzwakt gaandeweg tot een nauwelijks waarneembare klank.
Het verschijnsel heeft rigoureus om zich heen gegrepen in de Romaanse talen. Uit vroegchristelijke inscripties blijkt dat sommige Vulgair Latijnse dialecten in Italië de h al lieten vallen. Ook was de /h/ vaak het laatste stadium (dat van debuccalisatie) in het eeuwenlange proces van de lenitie van plosieven, die uiteindelijk helemaal verdwenen. Het verschijnsel greep sterk om zich heen; toch moet het tot in de Middeleeuwen geduurd hebben tot heel Italië h-loos was. In het Frans en het Spaans en alle verwante regionale talen hield de h in de Middeleeuwen nog lang stand, maar in de zestiende eeuw had het h-loze gebied ook Parijs en Madrid bereikt. Alleen in het Waals en het Andalusisch bleef de h bestaan. Dat het Frans en Spaans de h nog langer hebben behouden blijkt uit het feit dat zij nog altijd gespeld wordt, terwijl ze in het Italiaans met als uitzondering het gesproken Toscaans nagenoeg afgeschaft is. Het Roemeens ligt afgezonderd van de andere Romaanse talen en ondervond een grotere invloed van het Slavisch dat de klank h wel kende. Dat de h in het Roemeens van Slavische oorsprong is, blijkt uit het feit dat overerfde Latijnse termen geen [h] bezitten; het woord om (mens), van het Latijn homo, heeft de h verloren, maar hârtie (papier, slavisch hartija) bezit het foneem wel.
In veel Nederlandse dialecten komt het verschijnsel ook voor, soms in enclaves van één of twee plaatsen, soms in aaneengesloten gebieden. Het grootste gebied is het zuidwesten van het Nederlandse taalgebied: het Schevenings, het Frans-Vlaams, het West-Vlaams, het Oost-Vlaams, het Zuid-Brabants (althans grotendeels), het Noordwest-Brabants en het Zeeuws (grotendeels). Zoals duidelijk wordt spreekt men in de meeste dialecten van het gewest Vlaanderen de h niet uit. Dit verschijnsel komt dan ook steevast terug in het Verkavelingsvlaams uit de betreffende gebieden en soms zelfs in het verzorgde Nederlands van hoger opgeleiden. Vermoedelijk is dit verschijnsel vanuit het Frans, beter gezegd uit het Picardisch, overgewaaid en heeft het zich tijdens de middeleeuwen oostwaarts verspreid vanuit het - toen toonaangevende - Vlaamse dialectgebied. Opmerkelijk is wel dat in het West-Vlaams de h weggelaten, maar er in dit dialect wel een h terug te vinden is waar in het Algemeen Nederlands een g gehoord wordt. Brugge wordt dan Bruhhe.
In een ander gebied met h-deletie is dit verschijnsel ook aan het Frans (en hier wel het Standaardfrans) toe te schrijven: ook in het Zwols en rond Kampen (beide zijn dialecten van het Sallands) wordt de h niet uitgesproken. De bovenlaag van de bevolking in deze steden begon in de achttiende eeuw hun taal, het plaatselijk dialect, met een Frans accent te kleuren om maar vooral voornaam over te komen. Daar hoorde ook het weglaten van de h bij. De lagere bevolkingsklassen namen dat gaandeweg over en hoewel de boerenbevolking uit de omringende dorpen het accent vreemd in de oren klonk en klinkt nam zij wel het weglaten van de h over. Dialectologen stellen vaak dat het weglaten van de h zeer 'besmettelijk' is.
H-deletie komt tevens voor in een groot aantal Engelse dialecten (waaronder het Cockney) en sinds eeuwen in het moderne Grieks, waar men de spiritus als spellingmiddel inmiddels heeft afgeschaft. 